# Histoire de la Grèce depuis le XIXe siècle

L'expansion territoriale de la Grèce (1832-1947).

Cet article traite de l’histoire de la Grèce contemporaine, depuis le XIXe siècle.

## L'accession à l'Indépendance

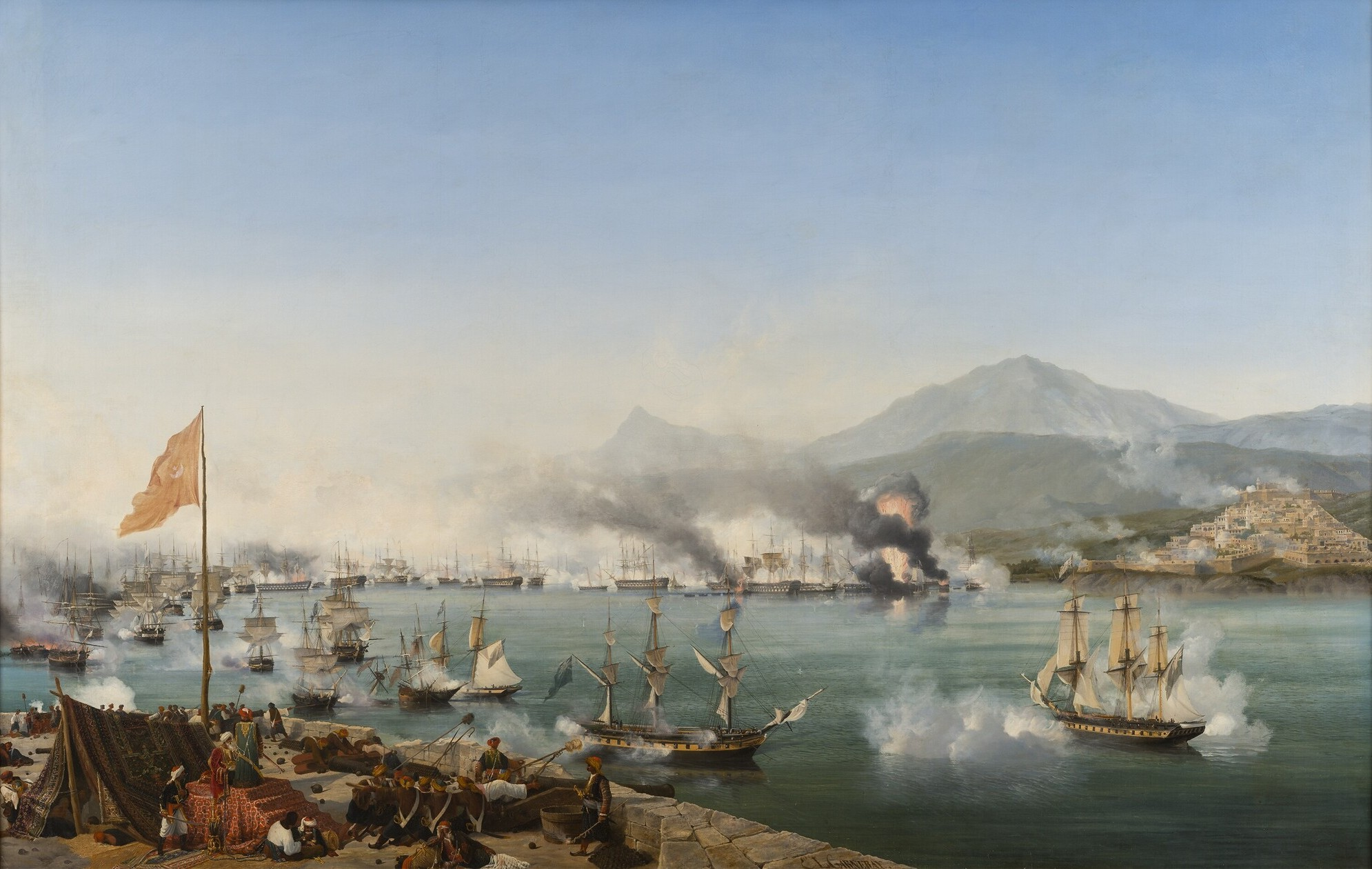
La Bataille de Navarin

Le congrès de Vienne avait instauré un statu quo géopolitique en Europe. Cependant, il n'avait pas tenu compte des aspirations nationales. Diverses nationalités, incluses dans des États multiethniques et conscientes de leur différence avec la nationalité dominante, cherchaient à obtenir leur indépendance. Ce fut le cas des Grecs, inclus dans l’Empire ottoman depuis le début du XVe siècle.
Au moment où une première vague de protestation traversait l'Europe, au tournant des années 1820, la Grèce se souleva contre les Turcs. Le  25 mars (fête nationale grecque de nos jours) 1821, l'archevêque de Patras, Germanos leva l'étendard de la liberté. Ce fut le début de la guerre d'indépendance grecque.
Après une série de premières victoires, une première Assemblée nationale se réunit à Épidaure et proclama l'indépendance le 12 janvier 1822. Cette Assemblée vote une Constitution démocratique qui crée le premier gouvernement général de la Grèce, mais sans supprimer les gouvernements locaux. Elle justifie la révolution, qu’elle qualifie de « révolution nationale ». La contre-attaque ottomane fut sans pitié : massacre de Chios et destruction de Psara. Surtout, le sultan fit appel à son vassal égyptien, Mehmet Ali qui dépêcha son fils Ibrahim Pacha. Ce dernier reprit aux Grecs insurgés la quasi-totalité du pays.
En 1827, la Grèce indépendante se réduisait à Hydra et Nauplie. Cependant, les Russes, non sans arrière-pensées politiques et géostratégiques, ne voulaient pas abandonner leurs frères orthodoxes grecs. Dans les pays occidentaux, le sort des Grecs, exposé par les écrits de François Pouqueville dès 1805, avait ému les philhellènes, tels que lord Byron ou Chateaubriand. La France, le Royaume-Uni et la Russie intervinrent en faveur des Grecs, ce qui donna lieu à la bataille navale de Navarin (20 octobre 1827). Elle est le prélude d’une guerre russo-turque qui éclate quelques mois plus tard. La Turquie est vaincue et obligée par le traité d’Andrinople (14 septembre 1829) de reconnaître l’autonomie de la Grèce. Il y a une conférence de Londres (1830), qui décide d’un État grec indépendant. La Grèce fut déclarée indépendante. L'Empire ottoman ne reconnut cet état de fait qu'en 1832, alors que les frontières du nouvel État ne sont pas encore tracées.

## La monarchie grecque

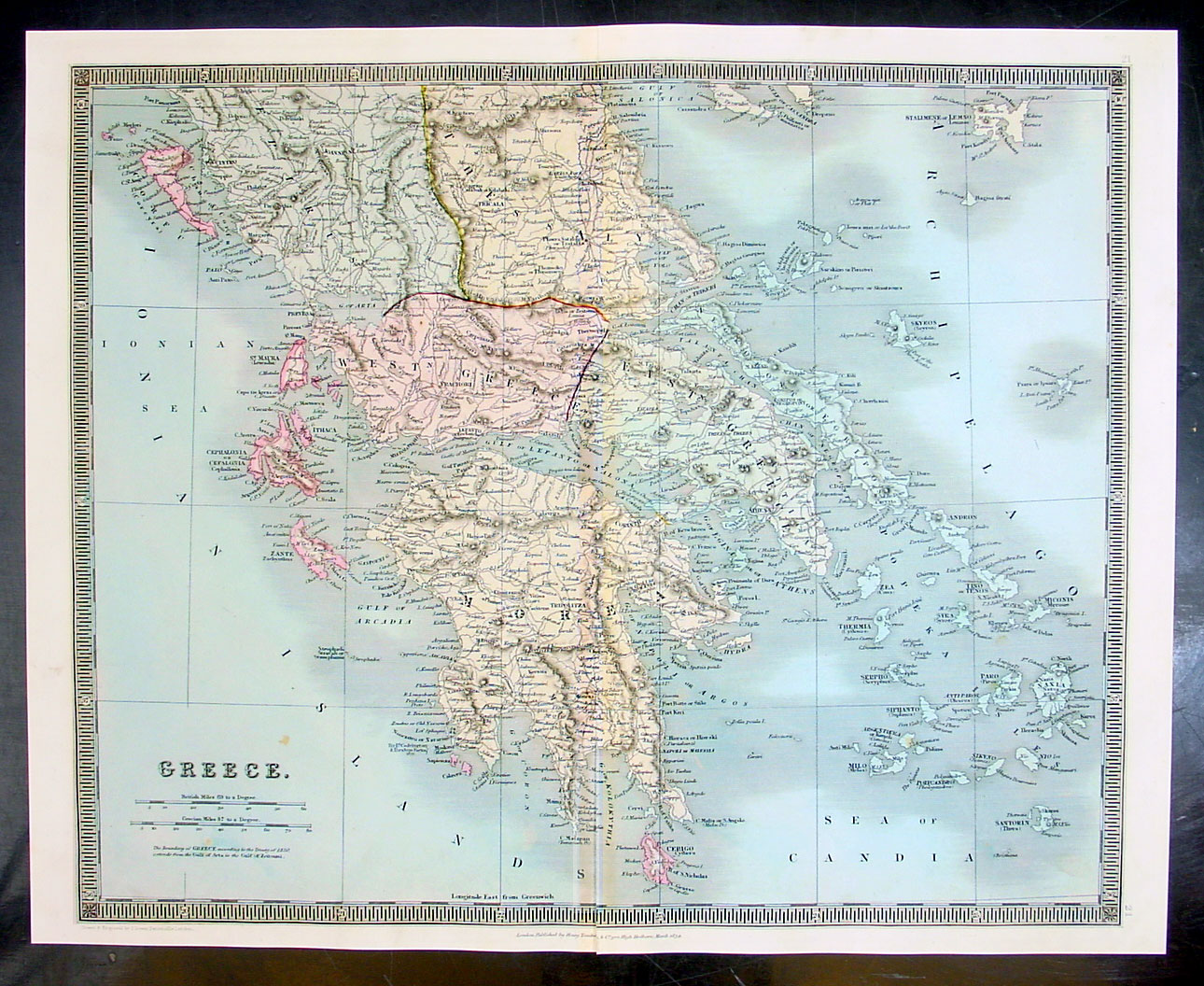
La Grèce en 1834

Les puissances qui avaient apporté leur aide à la Grèce dans la lutte pour son indépendance (la France, le Royaume-Uni et la Russie) tenaient à retirer des bénéfices de leur intervention. La vie politique et économique du pays passa très vite sous le contrôle des États qui s'autoproclamèrent « Puissances protectrices ».
Une de leurs premières décisions fut de refuser aux Grecs le libre choix de leur régime et de leur chef d'État. Alors que la Troisième Assemblée nationale réunie à Trézène avait opté pour une République, dirigée par Ioánnis Kapodístrias, les Puissances protectrices imposèrent la monarchie et le second fils du roi Louis Ier de Bavière, Othon, comme souverain.
Celui-ci arriva en Grèce à bord d'un navire de guerre britannique. Il était accompagné de 4 000 soldats bavarois, d'un Conseil de Régence (il était mineur) bavarois et d'architectes bavarois qui entreprirent de redessiner Athènes, choisie comme nouvelle capitale. Commença alors la période de la xénocratie. Le chef du gouvernement, Ludwig von Armansperg, un Bavarois, est plus particulièrement détesté.
Othon gouverna d'abord de façon autoritaire, instaurant une monarchie absolue de droit divin, et refusant d'accorder la constitution promise. Le pays fut malgré tout modernisé : réorganisation (voire organisation tout court) de l'administration, de la justice, d'une armée régulière, de l'Église et de l'enseignement (création de la première université de Grèce (1837)). Cette politique était facilitée par les prêts nombreux et importants que les Puissances protectrices accordaient à la Grèce. Ces prêts, ainsi que l'intervention directe des Ambassades dans la vie politique (création de partis politiques dits parti français, parti anglais ou parti russe), faisaient que la Grèce était surtout gouvernée depuis Londres, Paris ou Saint-Pétersbourg. Mais, si les Puissances protectrices avaient su se mettre d'accord pour aider à l'indépendance de la Grèce, elles divergeaient quant à la direction à lui faire prendre ensuite. Surtout, la Russie cherchait à utiliser la Grèce dans sa tentative de démantèlement de l'Empire ottoman (visant à garantir à la Russie un accès aux mers chaudes), alors que le Royaume-Uni voulait maintenir l'intégrité de celui-ci (au moins jusqu'au moment où il serait prêt à le remplacer).
La Grèce s'engagea dans la guerre turco-égyptienne, aux côtés de Mehmet Ali, le Pacha d'Égypte, qui voulait se séparer définitivement d'Istanbul. Les dépenses militaires ruinèrent littéralement le pays. Les Puissances protectrices imposèrent des conditions plus qu'humiliantes au règlement de la dette extérieure.

## De la première à la deuxième Constitution (1843-1862)

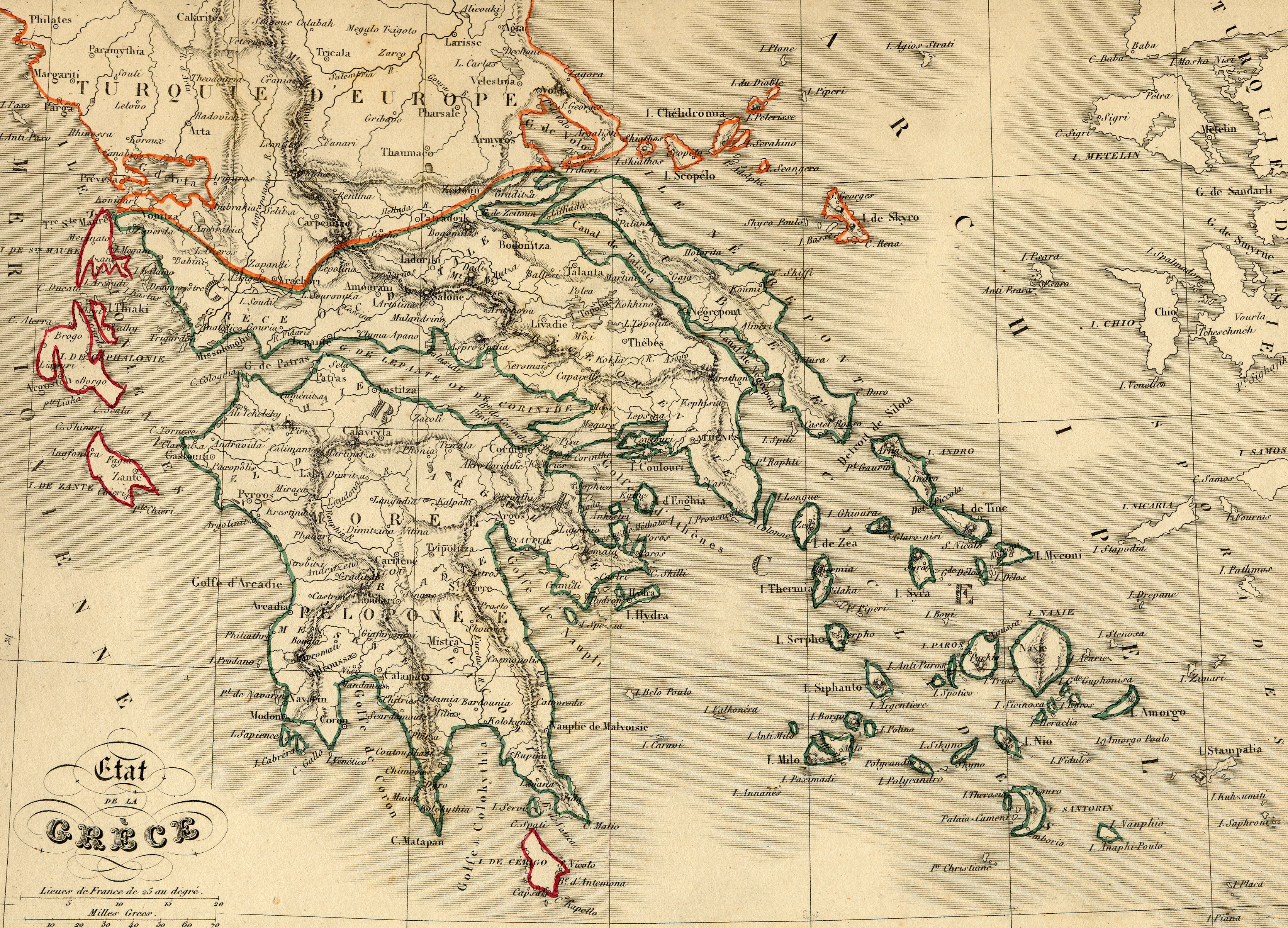
La Grèce en 1843

Les défaites militaires dans la guerre turco-égyptienne, les conditions imposées par les puissances protectrices ainsi que le mécontentement des vétérans de la guerre d'indépendance écartés du pouvoir par la xénocratie amenèrent au coup d'État du 3 septembre 1843.
Cette insurrection, pacifique, se résuma pratiquement à la demande respectueuse adressée au souverain Othon d'avoir la magnanimité d'accorder une Constitution. Le général Dimitrios Kallergis, commandant de la garnison d'Athènes, accompagné d'une foule compacte se rendit au palais royal déposer la demande de la constitution promise par Othon lorsqu'il était monté sur son trône. Le roi céda.
Si la Grèce était dotée d'une constitution (dite de 1844), elle ne fonctionna cependant pas de façon parlementaire. Le roi, soutenu par Ioannis Kolettis, son Premier Ministre, gouverna la plupart du temps contre la majorité élue à la chambre.
De plus, le jeu des Puissances protectrices ne s'était pas arrêté. Leurs divisions allèrent même en s'accentuant (guerre de Crimée 1854-1855). Par ailleurs, le problème de la dette extérieure n'était toujours pas réglé et servait de prétexte aux interventions étrangères. En 1850, le Royaume-Uni entama un blocus maritime de la Grèce. Ce blocus fut accentué pendant la guerre de Crimée. De même, France et Royaume-Uni occupèrent le Pirée pendant ce conflit. L'occupation dura jusque 1859, c'est-à-dire jusqu'à la mise en place d'une commission de contrôle des finances du Royaume.
En février 1861, un étudiant, Aristidis Dosios, tenta d'assassiner la reine Amalia. Il fut condamné à mort, mais sa peine fut commuée en détention perpétuelle sur intervention de la souveraine. Si Dosios devint dans certains milieux un héros national, sa tentative d'assassinat fit renaître une certaine sympathie pour la reine et le couple royal.
L'année suivante, un coup d'État eut lieu à Athènes alors que les souverains étaient en visite royale dans le Péloponnèse. Othon et Amalia, sur les conseils des ambassadeurs des Puissances protectrices, durent fuir la Grèce à bord d'un navire de guerre britannique.
Un référendum, non officiel, eut lieu. Il demandait aux Grecs quel nouveau souverain ils désiraient se donner. Ils choisirent le second fils de la reine Victoria du Royaume-Uni, le prince Alfred, qui reçut 230 016 voix sur 244 202 suffrages exprimés. Guillaume de Schleswig-Holstein-Sonderburg-Glücksbourg, second fils du futur Christian IX de Danemark, ne recueillit quant à lui que 6 voix. Le prince Alfred fut cependant écarté par les Puissances protectrices : il faisait en effet partie de la famille régnante de l'une d'elles. Elles choisirent donc, après maintes tergiversations (le nom de Philippe de Belgique, comte de Flandre, second fils du roi Léopold Ier a également été évoqué dans les chancelleries), le prince danois qui fut finalement élu par l'Assemblée nationale grecque sous le nom de Georges Ier.
En compensation, le Royaume-Uni rétrocéda la République des Îles Ioniennes à la Grèce.

## Modernisation à pas lents, poids de la fonction publique et dette

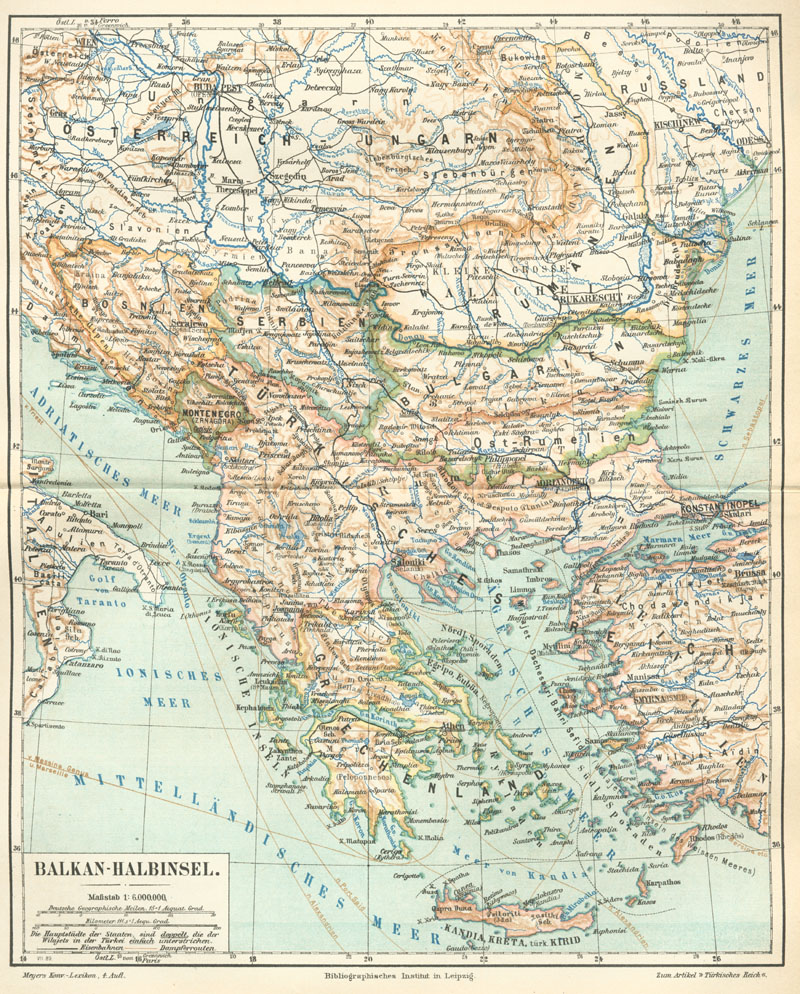
La Grèce en 1888

Le coup d'État de 1862 et l'élection de Georges Ier s'accompagnèrent de la mise en place d'une nouvelle constitution en 1864. Elle étendait les libertés accordées en 1844, mais le roi conservait un immense pouvoir, en partie parce que la constitution restait très vague à ce sujet, principalement en politique étrangère. La vie politique sous Georges Ier resta pratiquement la même que durant le règne d'Othon.
La situation économique et sociale particulière de la Grèce (agriculture dominante et industrialisation faible) fit que la fonction publique, grâce au développement de l'État, devint le principal employeur. Le nombre de fonctionnaires par habitant était alors le plus élevé d'Europe. Comme dans la plupart des pays du monde (France ou États-Unis par exemple) au XIXe siècle, ces postes n'étaient pas accessibles par concours, mais par protection. Ils étaient souvent distribués par les élus (le Parlement grec avait aussi proportionnellement un très grand nombre de députés) en échange de voix et/ou de services politiques rendus. Les élections étaient alors très âprement disputées, puisqu'au-delà du pouvoir politique, se jouaient aussi des emplois. Un gouvernement stable ne pouvait non plus exister dans ces conditions : entre 1870 et 1875, on assista à 4 élections législatives et 9 changements de gouvernements (et donc d'administration). Au début du XXe siècle, la Grèce comptera près de 370 000 fonctionnaires pour 2 500 000 actifs.
La Grèce durant le XIXe siècle ne connaît guère de développement industriel. L'agriculture dépend de grandes exploitations aux techniques archaïques dans lesquelles est employée une main d'œuvre misérable. Seule la finance, grâce aux prêts des puissances protectrices, et l'armement naval se développent sans profiter à la majorité de la population.
La Grèce reste sous la coupe de ses créanciers durant la seconde moitié du XIXe siècle. En 1893, l'État est en faillite complète. Cette situation est la conséquence de la corruption de la classe politique qui détourne emprunts et fonds publics. Les créanciers imposeront néanmoins un contrôle rigoureux des finances publiques et obtinrent le remboursement de 40 % de la dette.

## «Grande Idée», «Schisme national» et «Grande Catastrophe»

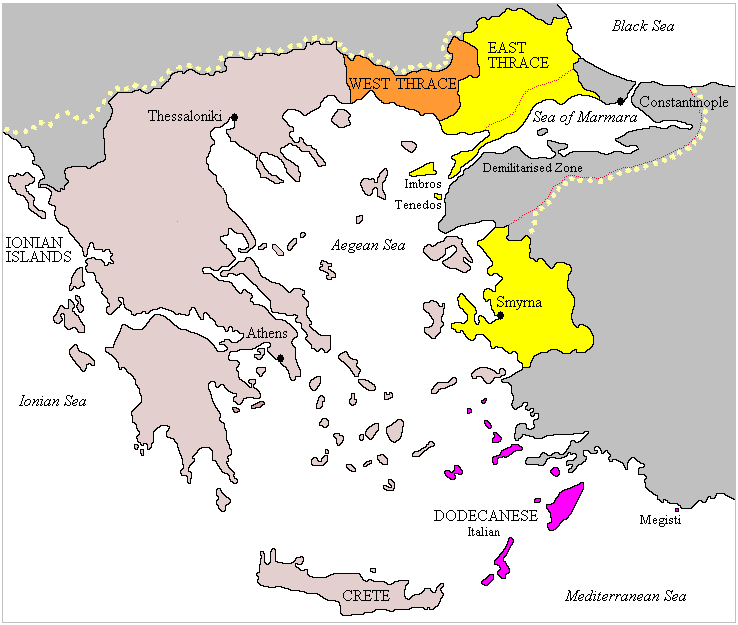
La situation à l'issue de la Première Guerre mondiale et par rapport à la « Grande Idée » : en pointillé jaune pâle les revendications, en jaune vif et orange les territoires acquis au traité de Sèvres, en orange celui conservé à celui de Lausanne.

La « Grande Idée » (Megáli Idéa) est la volonté d'aboutir à un État grec qui aurait récupéré Constantinople, capitale byzantine et de l'orthodoxie, et aurait regroupé tous les orthodoxes hellénophones d'Anatolie (Micrasiates, Pontiques…) quitte à les échanger contre les musulmans turcophones ou autres de la future Grèce agrandie.
Le « Schisme national » désigne la rupture politique entre le roi Constantin Ier, favorable aux empires centraux, et son Premier Ministre Elefthérios Venizélos, favorable aux Alliés de la Première Guerre mondiale. Il en résulta d'abord la création d'un second gouvernement installé à Thessalonique par Venizélos. Ensuite, il fut procédé à un changement de souverain : Constantin fut remplacé par son deuxième fils Alexandre en 1917. À la mort de ce dernier, Constantin remonta sur le trône en 1920. Il en fut chassé en 1922 par un coup d'État. Son fils aîné Georges lui succéda. Il régna un peu plus d'un an avant de prendre un congé à durée indéterminée. En 1924, la Première République grecque fut proclamée.
Tous ces changements politiques étaient en germe dans les guerres balkaniques qui commencèrent en 1912 et dans les conflits consécutifs qui se poursuivirent jusqu'en 1923. Le traité de Sèvres était une avancée pour la Grèce sur la voie de la Grande Idée, mais pour atteindre tous les objectifs de celle-ci (y compris Constantinople) il eut fallu gagner la guerre gréco-turque (1919-1922). Or la Grèce, manquant de ressources, d'hommes et de munitions, aux lignes de communication très étirées, fut vaincue et rejetée hors d'Asie mineure par la nouvelle armée turque levée par Mustafa Kemal Atatürk qui venait de renverser l'Empire ottoman moribond et recevait de Russie soviétique des armes et des territoires (Kars) et de la France un soutien logistique et politique. Ce fut, pour la Grèce, sa « Grande Catastrophe » (Megáli Katastrophí) qui fut consacrée officiellement par le traité de Lausanne, toujours en vigueur au XXIe siècle.
L'idée d'échanger les populations n'était pas nouvelle : elle date de la guerre russo-turque de 1806-1812 à l'issue de laquelle, de part et d'autre des bouches du Danube devenues la nouvelle frontière entre les deux Empires, les musulmans turcs et tatars du Boudjak devenu russe, furent échangés contre des chrétiens bulgarophones ou turcophones de Dobroudja restée ottomane, qui quittent l'obédience du sultan turc Mahmoud II pour celle du tzar russe Alexandre Ier ; à la suite des guerres balkaniques aussi, de nombreux musulmans des Balkans émigrent vers la Turquie plutôt que de subir l'autorité serbe, monténégrine, bulgare ou grecque, tandis que des chrétiens de Turquie viennent les remplacer. Mais c'est le traité de Lausanne qui, le premier, rend ces échanges de populations obligatoires ; ils ne concernent pas seulement la Grèce et la Turquie, mais aussi les autres États balkaniques et, pour simplifier les identifications, considère officiellement comme « Turc » tout musulman et comme « Grec » tout chrétien orthodoxe. Les orthodoxes présents en Turquie, pour la plupart hellénophones mais pas tous, durent partir pour la Grèce tandis que les musulmans présents en Grèce, pour la plupart turcophones mais aussi albanophones ou bulgarophones, durent partir pour la Turquie.

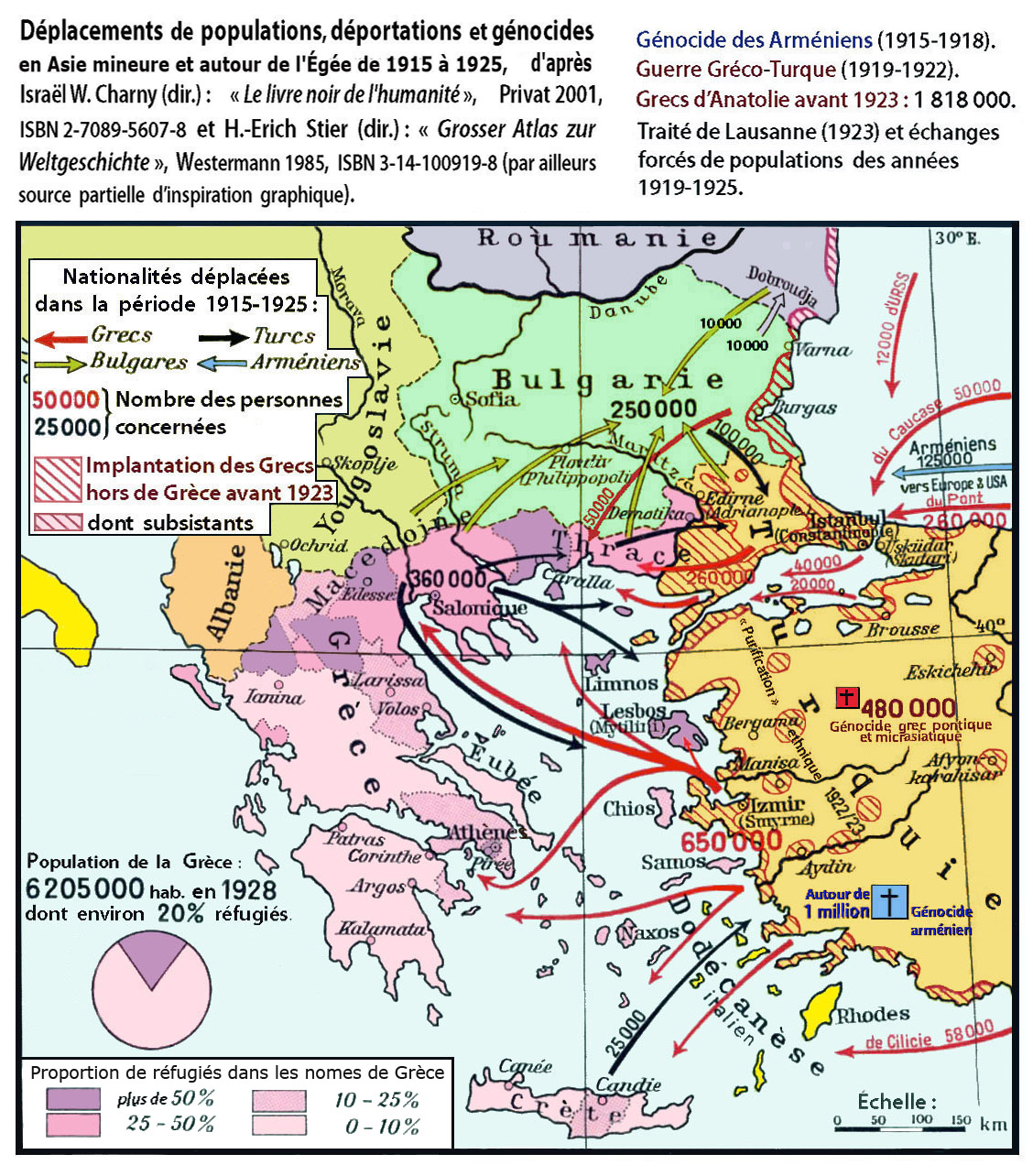
Conséquences démographiques du Traité de Lausanne.

Cela se solda par plusieurs catastrophes humanitaires en raison du manque d'organisation et d'infrastructures de transport et d'accueil. Les personnes déplacées, pour la plupart issues des classes populaires, ont été le plus souvent purement et simplement pillées et chassées manu militari de leurs foyers ; pour éviter cela, un nombre difficile à déterminer durent changer d'identité et abjurer leurs croyances, ce qui reste un tabou familial traumatique dans une ambiance d'intolérance religieuse et nationale. On estime qu'au total, 1 200 000 « Grecs » furent chassés de Turquie et 500 000 « Turcs » de Grèce. Cela causa un immense afflux de population en Grèce qui ne comptait à l'époque que 5 millions d'habitants. Le Pirée connut, par exemple, une énorme accumulation de bidonvilles. Les conditions de vie y restèrent très longtemps misérables, et comme les réfugiés acceptaient n'importe quel travail à n'importe quel prix, leur accueil par les Grecs de Grèce fut le plus souvent hostile et cela favorisa la pègre,.

## De la Seconde République à la Seconde Guerre mondiale
Les années 1920 sont encore marquées par la personnalité d'Elefthérios Venizélos. En 1928, dans un contexte politique et social trouble, il redevient Premier ministre. Pour la troisième fois, il mène une politique de modernisation du pays, principalement dans le secteur agricole. 
Elefthérios essaie également de combattre la fatale fonctionnarisation des jeunes diplômés en créant des écoles professionnelles et en concentrant les services publics. Ces réformes, faute d'entrepreneurs, demeurent néanmoins sans résultats. L'État deviendra lui-même créateur d'entreprises nationales, mais ce sera pour reproduire en s'endettant les habitudes clientélistes présentes dans le secteur public. Le monopole d'embauche syndical ne fera qu'aggraver cette situation. Par la suite, l'État grec, sous les gouvernements de toutes les couleurs politiques, restera un État dirigiste en matière d'économie.
En 1931, l'agence Moody's, qui note les dettes publiques, dégrade la note de la Grèce. La république grecque qui mène alors d'importantes réformes économiques s'en trouve déstabilisée : les taux d’intérêt grimpent, les capitaux fuient, la Société des Nations refuse son concours. Le 1er mars 1932, la Grèce, dont la dette en dollars a explosé du fait d'une dévaluation, fait défaut. Les victimes de ce défaut sont d’abord les banques françaises et italiennes. Puis la population grecque : gangrenée par l’inflation due à la dévaluation, l’économie fragile du pays part à vau-l’eau, les émeutes se multiplient, et le gouvernement perd les élections législatives (en) du 25 septembre 1932. La monarchie est restaurée en 1935 et, en 1936, le général Ioánnis Metaxás s’empare du pouvoir par un coup d’État. 
Venizélos discrédité après avoir soutenu deux tentatives manquées de coups d'État militaire du général Nikólaos Plastíras en 1933 et 1935, il décède en exil en 1936.
L'instabilité politique est la règle pour toutes ces années qui voient les divisions s'approfondir entre conservateurs et communistes. En 1936, Ioánnis Metaxás ouvre une période de dictature baptisée régime du 4-Août (1936-1941). En 1940, quand Mussolini lance ultimatum sur ultimatum à la Grèce, il réclame entre autres le remboursement des sommes annulées, avant d’attaquer le 28 octobre. D'avril 1941 à novembre 1944, la Grèce est occupée et vit sous un régime fascisant.
À la fin de la guerre, le pays est dévasté par le conflit et l'occupation, et son économie et ses infrastructures sont en ruine. Le pays compte plus de 400 000 victimes. Une fois la paix rétablie, les factions communistes et républicaines empêchent la restauration de Georges II et les tensions montent avec les monarchistes. En 1946, le souverain parvient finalement à remonter sur le trône, déclenchant ainsi une violente guerre civile.

## Guerre civile et dictature
La guerre civile grecque, qui commence en 1946 et s'achève en 1949, est le premier exemple d'une insurrection communiste après la Seconde Guerre mondiale. Un véritable front se mit en place, avec bombardements (y compris aériens du côté royaliste), offensives et contre-offensives, tandis qu'attentats et répression ensanglantaient les villes. Seules les îles furent épargnées. Britanniques et Américains, désireux de ne pas voir la Grèce tomber dans l'orbite de Moscou, décidèrent d'aider militairement le gouvernement royaliste d'Athènes. Mieux formée, l'armée royaliste parvint peu à peu à reprendre le contrôle des zones perdues. 
Plus grave encore pour Márkos Vafiádis, le leader communiste, en 1948, perdit ses deux soutiens : Tito et Staline. Ce dernier, respectant les accords de Yalta concernant la Grèce, ferma la frontière bulgare (sauf aux réfugiés communistes désarmés). Ainsi, privé de bases arrière et de logistique, Markos se trouva seul face à une armée gouvernementale redynamisée. En 1949, celle-ci infligea une défaite définitive à l'armée communiste aux monts Gràmmos en Macédoine. Markos dut s'exiler en Bulgarie.
À la fin des années 1950, la Grèce est plus que jamais minée par les dettes, l'étatisme omniprésent et la corruption. Le gouvernement Karamanlis (1955-1963) voit une certaine embellie économique commune alors à tout l'Occident avant que les gouvernements de Geórgios Papandréou ne reprennent les habitudes de politique sociale à crédit dans un climat de forte instabilité politique.
Le 21 avril 1967, des officiers emmenés par le colonel Geórgios Papadópoulos prennent le pouvoir par la force et abolissent la constitution. Leur tâche est facilitée par la désorganisation du monde politique, le discrédit des institutions et l'inertie du palais royal. La dictature des colonels perdure jusqu'en 1974.

## La démocratisation et la crise
En juillet 1974, Konstantínos Karamanlís est nommé Premier ministre d'un gouvernement d'union nationale. Malgré l'instabilité et le danger de la situation politique, il agit promptement pour relâcher la tension entre la Grèce et la Turquie qui étaient au bord de la guerre à cause de la crise chypriote. Il lance également le processus de transition de la dictature militaire vers une démocratie pluraliste.
Pendant cette période appelée « metapolítefsi » (Μεταπολίτευση), Karamanlís légalise le Parti communiste grec (KKE). Lors des élections de 1974, Karamanlís et son nouveau parti, la Nea Dimokratia (Νέα Δημοκρατία), obtiennent une majorité écrasante au Parlement et il reste Premier ministre. Ces élections sont alors rapidement suivies par le plébiscite de 1974 pour la confirmation de l'abolition de la monarchie au profit de la République, puis début 1975, par l'arrestation et le procès télévisé des anciens dictateurs. Ils sont condamnés à la peine de mort pour haute trahison et mutinerie, peine commuée en prison à perpétuité. Une nouvelle constitution est rédigée la même année. Il parvient à signer l'acte d'adhésion de son pays à la communauté économique européenne le 28 mai 1979, mais uniquement grâce à l'appui indéfectible de Valéry Giscard d'Estaing.
Andréas Papandréou forme en 1981 le premier gouvernement socialiste de l'histoire de la Grèce, dans lequel il exerce conjointement les fonctions de Premier ministre et de ministre de la Défense. Contrairement aux discours qu'il avait pu tenir, il mène une politique pro-européenne et pro-atlantique (les bases de l'OTAN ne sont pas démantelées et la Grèce reste dans la CEE)
Ses gouvernements (1981-1989 et 1993-1996) vont aggraver les dysfonctionnements classiques de la société grecque. Papandréou étend de manière extraordinaire la part du secteur public en nationalisant 230 entreprises privées et augmente considérablement les aides sociales. Seul le gouvernement de Konstantínos Mitsotákis (1990-1993) commencera une politique de réduction des effectifs des fonctionnaires et privatisera certaines entreprises. Mais cette politique sera sans lendemain, les gouvernements suivants renonceront à réduire la bureaucratie et les aides sociales bases de leur clientèlisme électoral.
Le « miracle » économique grec de 2004 à 2007 n'est possible que dans un contexte général de developpement des transports maritimes et du tourisme et grâce aux facilités de crédit inhérentes aux faibles taux d'intérêt de l'euro. L'État grec ne résista pas à la tentation de résoudre ses difficultés budgétaires en recourant massivement à l'emprunt quitte à maquiller ses comptes pour rentrer dans les critères européens. Loin de profiter principalement à l'économie réelle, ces dettes prendront la forme de bulles spéculatives et de dépenses sociales non maîtrisées. Après l'éclatement de la crise économique de 2008, la Grèce se retrouve rapidement en situation de quasi-faillite et ses créanciers (principalement l'Union européenne et l'Allemagne) la contraignent à mener une politique de déflation dont les premiers effets sont d'aggraver encore cette crise, dans une instabilité politique renouvelée.

### Galerie de dirigeants politiques récents
Présidence de la République

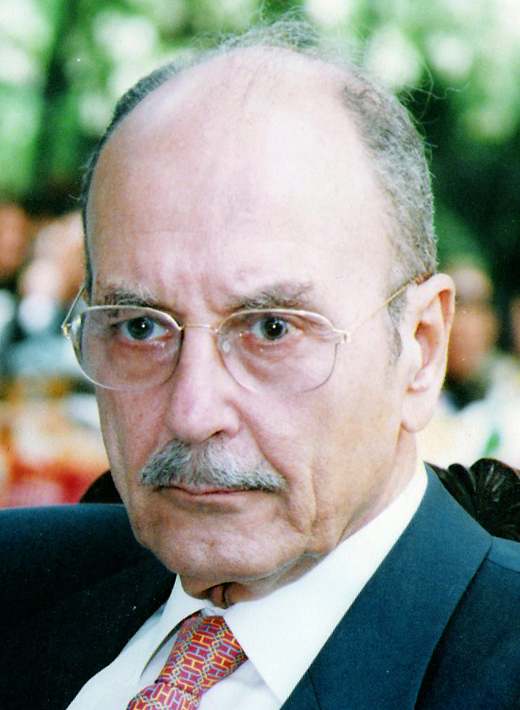
Konstantínos Stefanópoulos 1995-2005
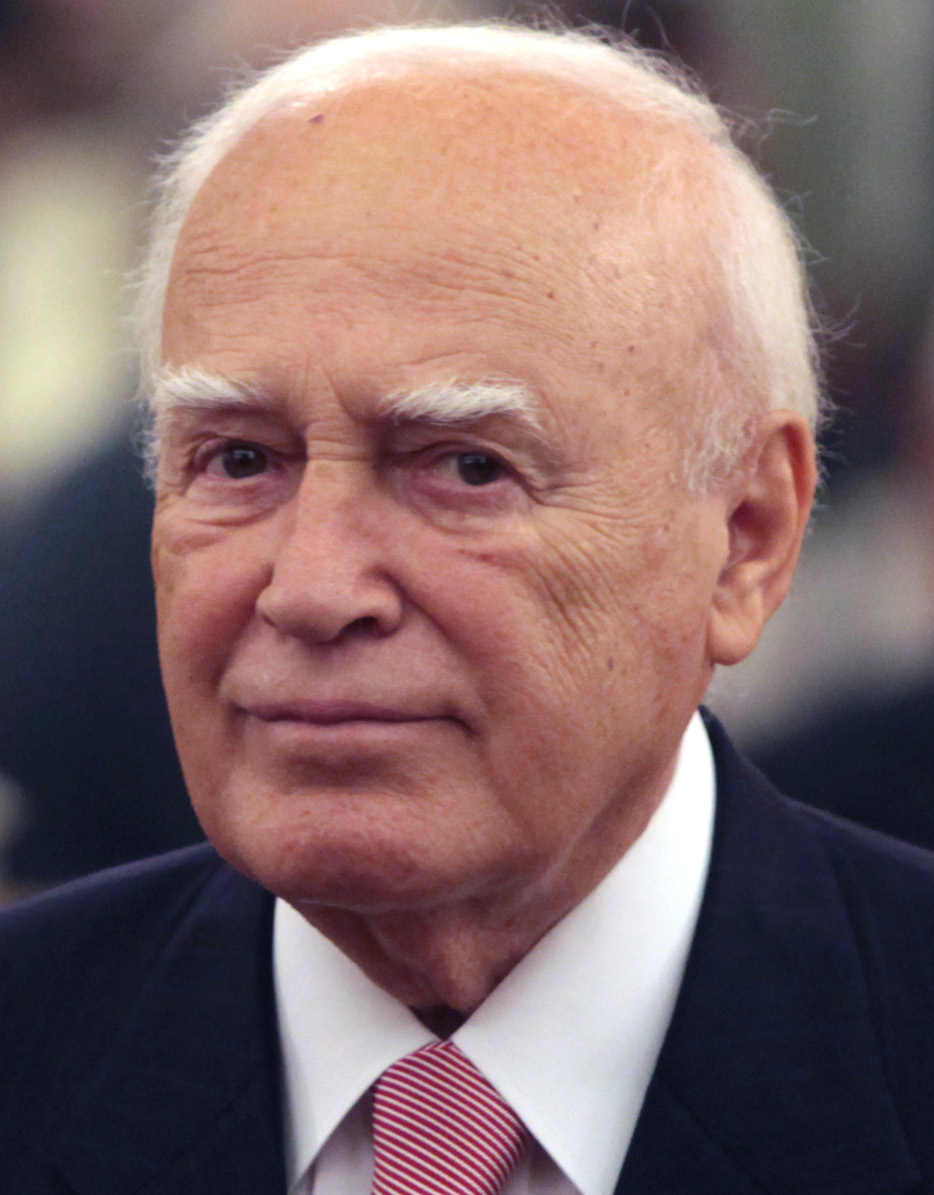
Károlos Papoúlias 2005-2015
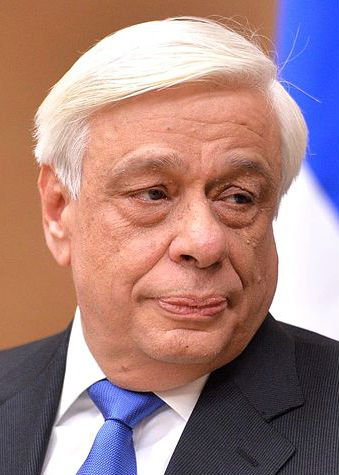
Prokópis Pavlópoulos 2015-2020
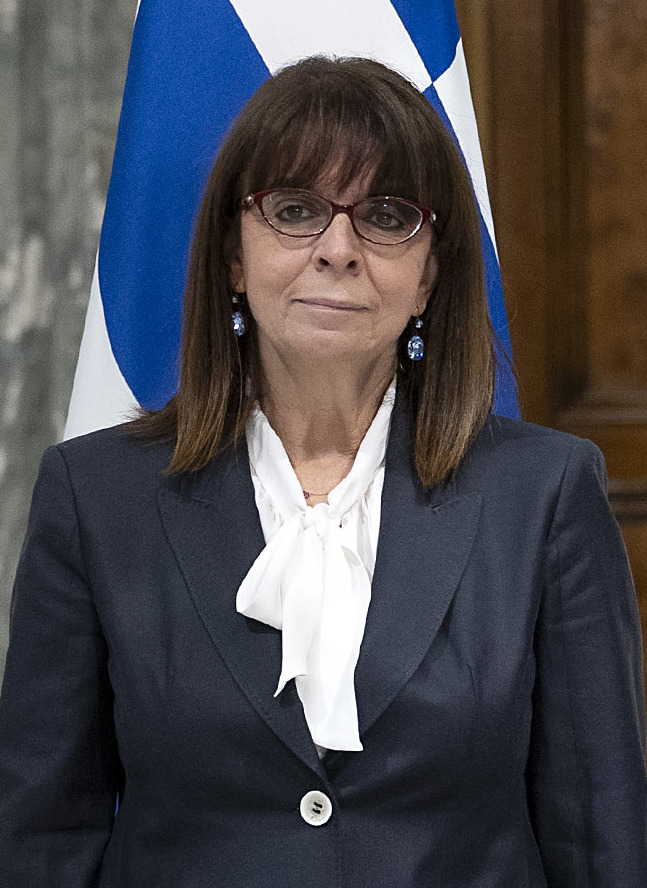
Ekateríni Sakellaropoúlou 2020-présent

Premier/ère ministre

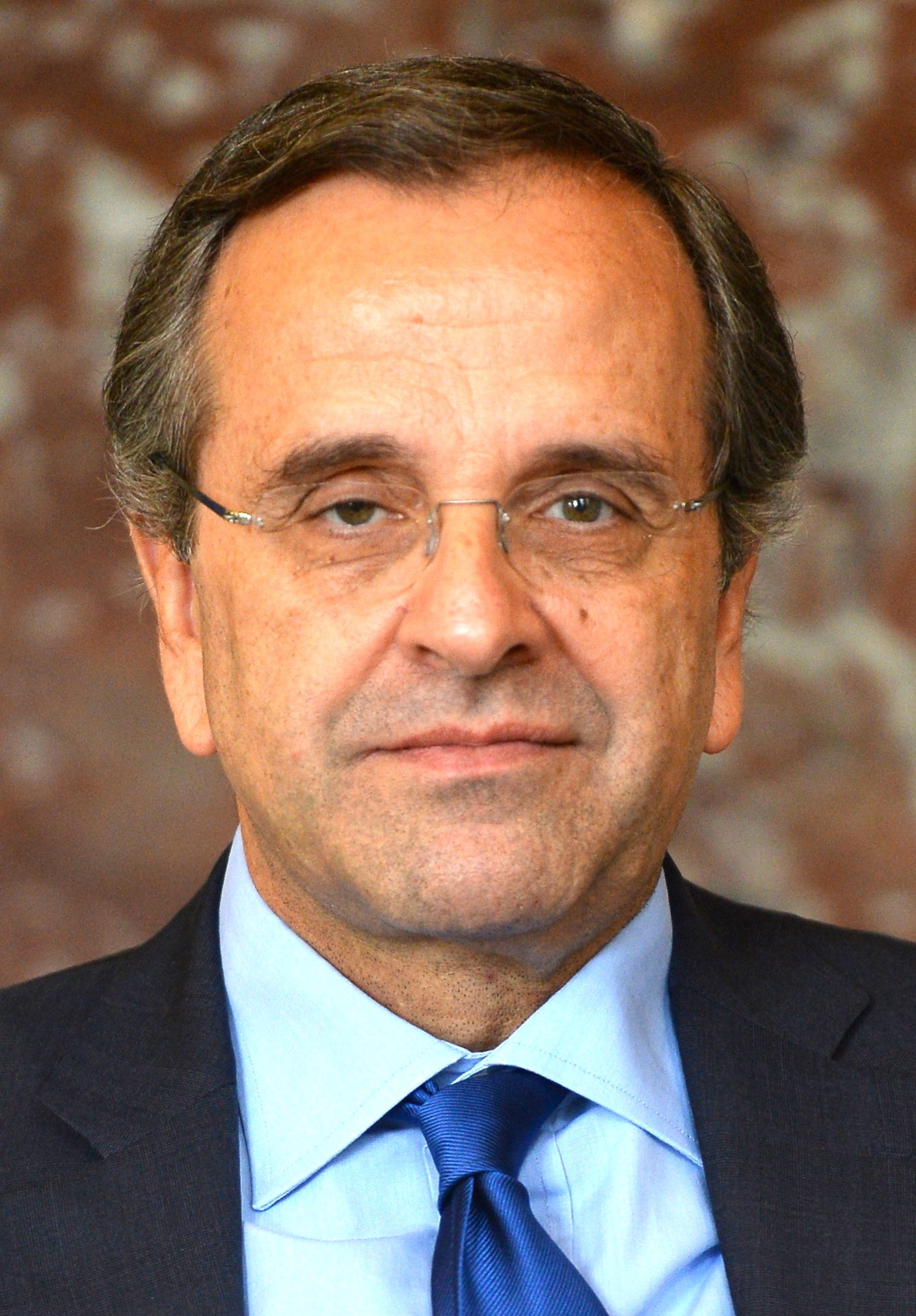
Antónis Samarás 2012-2015
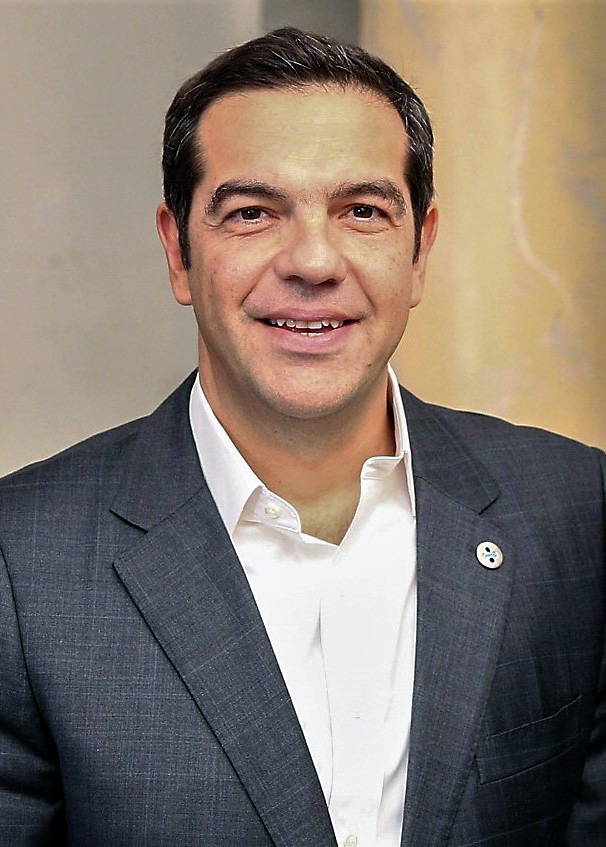
Aléxis Tsípras 2015 2015-2019
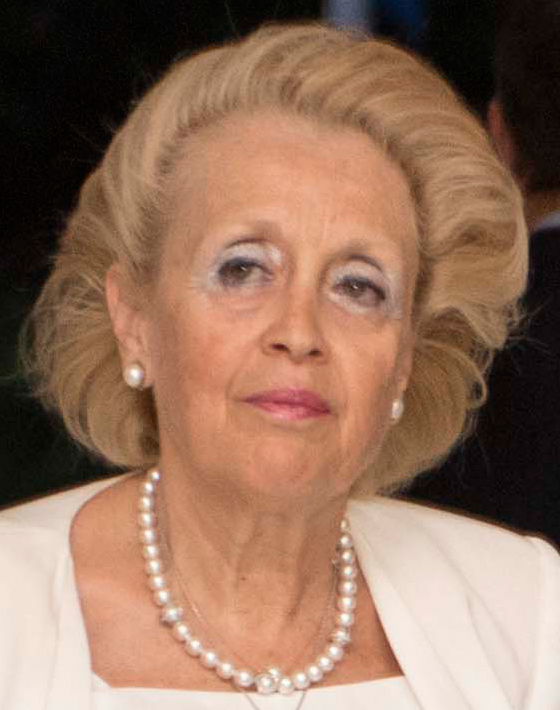
Vassilikí Thánou-Christophílou 2015
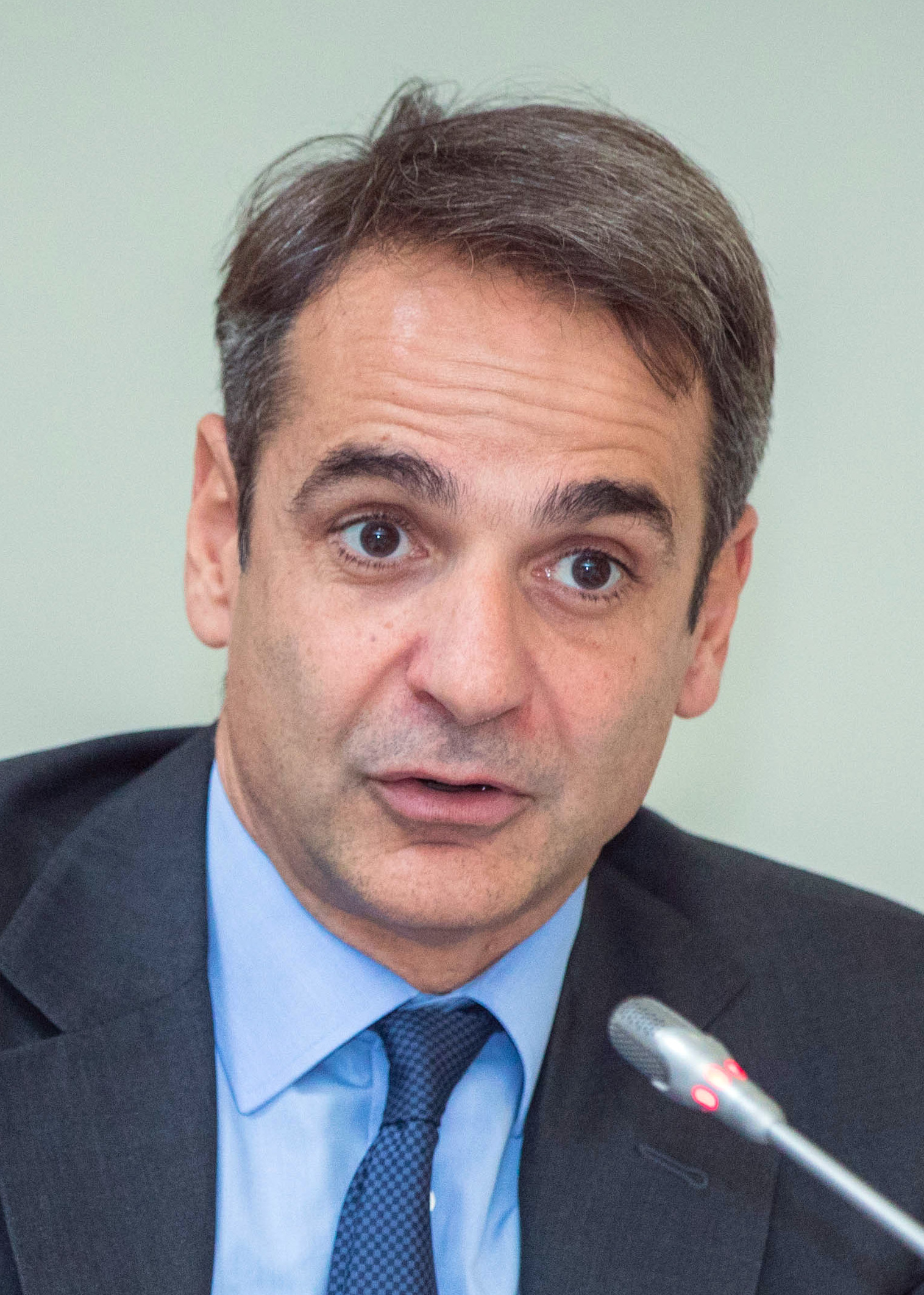
Kyriákos Mitsotákis 2019-2023 2023-présent

#### Avant 1800
- Chronologie de la Grèce
- Projet grec (vers 1770), Révolution d'Orloff (1770-1771)
- Renaissance culturelle grecque, nationalisme grec, grec moderne
- Guerre des Souliotes (1789-1793)
- Départements français de Grèce (1797-1802)

#### 1800
- République des Sept-Îles (1800-1814), République des îles Ioniennes (1815-1864)
- Révolution de 1821 en Moldavie et Valachie
- Guerre d'indépendance grecque (1821-1829), philhellénisme
- Guerres civiles grecques de 1823-1825
- Littérature grecque contemporaine
- Royaume de Grèce (1832–1924, 1935–1941, 1944–1973)
  - Liste des souverains et prétendants au trône de Grèce
  - Liste des épouses des rois et prétendants au trône de Grèce
- Principauté de Samos (1834-1913)
- Guerre gréco-turque (1897), révolte crétoise de 1897-1898
- Grande Idée

#### 1900
- État libre d'Icarie (1912)
- Grèce dans les guerres balkaniques (1912-1913)
- Grèce dans la Première Guerre mondiale (1914-1918), Vêpres grecques (1916)
- Guerre gréco-turque (1919-1922), Grande Catastrophe (1922), génocide grec pontique (1916-1923)
- Coup d'État du 11 septembre 1922, deuxième République (Grèce) (1924-1935), Référendum grec de 1924 (fin de la monarchie), schisme national
- Conférence de la paix de Paris (1919), traité de Sèvres (1920), traité de Lausanne (1923)
- Révolte chypriote de 1931
- Régime du 4-Août (1936-1941), dictature de Ioánnis Metaxás
- Histoire de la Grèce pendant la Seconde Guerre mondiale
  - Guerre italo-grecque (1940-1941)
  - Occupation de la Grèce pendant la Seconde Guerre mondiale (1941-1945)
  - État grec (1941-1944
  - Bataille de Grèce, Bataille de Crète
  - Résistance en Grèce pendant la Seconde Guerre mondiale
  - Shoah en Grèce, Shoah en Grèce sous occupation bulgare
- Guerre civile grecque (1946-1949)
- Insurrection de Chypre (1955-1959)
- Apostasie de 1965
- Dictature des colonels (1967-1974), Affaire grecque
- Troisième République (Grèce) (1974-présent)
- Coup d'État des pyjamas (1975)
- Procès de la junte grecque
- Débat autour du nom de la Macédoine (1991-2009)

#### 2000
- Jeux olympiques d'été de 2004
- Émeutes de 2008 en Grèce
- Crise de la dette publique grecque (2008-2016c)
- Économie de la Grèce, tourisme en Grèce
- Histoire économique de la Grèce et du monde grec (en)
- Liste de séismes en Grèce
- Liste de massacres en Grèce (en)
- Liste des guerres de la Grèce
- Liste de coups d'État en Grèce
- Peintres grecs aux XIXe et XXe siècles
- Politique en Grèce, Parlement grec
  - Liste des présidents de la Grèce, liste des Premiers ministres de Grèce
- Relations entre la Grèce et la Turquie